# Papiro 28
Il Papiro 28 ({\displaystyle {\mathfrak {p}}}28) è un antico manoscritto papiraceo, datato paleograficamente al III secolo, e contenente un frammento del testo della Vangelo secondo Giovanni (6:8-12.17-22) in lingua greca.

## Descrizione
Scritto in un semi-onciale di medie dimensioni, è composto da un unico frammento, su cui sono rimaste 12 delle originali 25 linee per pagina. Utilizza i nomina sacra, ma in modo incompleto. La scrittura è abbastanza simile a P. Oxy. 1358. Grande originariamente 13 per 20 cm, il frammento rimasto è 10 per 5 cm.

## Testo
Il testo è rappresentativo del tipo testuale alessandrino (o, piuttosto, proto-alessandrino). Kurt Aland lo collocò nella categoria I e lo definì come un rappresentante del «testo normale».
Il manoscritto più affine a {\displaystyle {\mathfrak {p}}}28 è {\displaystyle {\mathfrak {p}}}75, con cui concorda in 7 varianti su 10. Secondo Bernard Pyne Grenfell e Arthur Surridge Hunt è più vicino al Codex Vaticanus che al Codex Sinaitius; solo in un caso, Giovanni 6:11, concorda col Codex Alexandrinus contro Sinaiticus e Vaticanus. Grenfell e Hunt notarono che non ha un'ortografia perfetta.
Possiede anche cinque lezioni uniche:
- Giovanni 6:10 riporta «πεντακισ]χιλειοι, ελεβεν» invece di «ελαβεν»;
- Giovanni 6:19 «ενγυς» invece di «εγγυς»;
- Giovanni 6:20 «φοβεισθαι» invece di «φοβεισθε»;
- Giovanni 6:22 «ιδεν» invece di «ειδεν».[6]

## Storia
Il manoscritto fu trovato assieme a documenti del III-IV secolo.
È attualmente conservato alla Pacific School of Religion (Pap. 2) di Berkeley.